# 남경우
남경우(南景祐, 또는 남경우(南景佑), 1383년/1387년/1393년 ~ 1467년 2월 6일)은 조선 전기의 문신, 공신이다. 조선의 개국좌명공신 남은의 둘째 아들로, 문음(門蔭)으로 관직에 출사하여 종1품에 이르렀다. 자(字)와 호는 미상이고, 본관은 의령(宜寧)이다.
아버지 남은은 정도전의 편에 섰다가 이방원에게 살해되지만 그는 연좌되지 않았고, 1439년(세종 21년) 중추원첨지사에 제수된 뒤 세종~세조 연간에 중추원의 관직과 여러 벼슬을 역임했다. 1457년(세조 3) 의성군에 봉작되었다가 뒤에 의령군, 의성군으로 개봉되고 다시 의산군으로 개칭되었으며, 1458년(세조 4) 다시 의령군으로 개봉되었다가 1467년(세조 13) 의성군으로 개칭되었다. 1457년(세조 3) 고령의 나이로 봉조청(奉朝請)가 되었다. 강회백(姜淮伯)의 둘째 딸과 결혼하였으나, 그의 다른 아들 남희(南暿)는 강회백의 증손자 강윤범(姜允範)의 딸과 결혼하였다.
한때 그의 딸들 중 한명이 세종대왕의 서자 담양군 이거(潭陽君 李璖)와 약혼했지만 결혼 전인 1450년 3월에 사망하여, 상복을 입느냐 여부를 놓고 논란이 벌어지기도 했다. 시호는 안호(安胡)이다.

## 생애
그의 출생년대는 정확하지 않아 1383년생 설과, 1393년생 설, 봉조청(奉朝請)에 임명되는 기준이 70세라 하므로 1387년생 설이 있으며 생일은 미상이다. 조선전기 관료들의 이력을 담은 청선고 (淸選考)에 의하면 그가 고려(高麗)시대에 문과(文科)에 급제했다는 설이 등재되어 있으나, 어느 왕 때인지는 기록되지 않았다. 할아버지는 고려 밀직부사이자 조선 건국 후 의령부원군 검교문하성시중을 지내고 영의정에 추증된 남을번(南乙番)이고, 아버지는 개국공신 남은(南誾)이다. 남은의 둘째 아들로 태어났으나, 1398년(태조 7) 제1차 왕자의 난이 발생하여 아버지 남은이 정도전, 심효생 등과 같이 이방원 등에게 살해되었다. 이때는 이미 그의 두 동생이 태어난 상태였다.
문음(門蔭)으로 관직에 나가, 호군(護軍), 대호군 등을 지내고 1439년(세종 21년) 6월 29일 첨지중추원사에 제수되었다. 이후 1441년(세종 23) 7월 중추원부사(中樞院副使)가 된 뒤 경창부윤(慶昌府尹), 중추원사를 거쳐, 형조참판, 사헌부지평 등을 두루 거쳐 경주부윤으로 나갔다가 병조판서를 역임하였다. 1452년(단종 즉위) 10월 1일 단종 즉위 직후 동지중추원사(同知中樞院事)에 임명되었고, 1454년(단종 2) 지중추원사가 되었다. 그해 11월 11일 다시 지중추원사가 되자 사관은 그가 성품이 우직(愚直)하고 다른 기예(技藝)는 아무것도 없으며 목불식자(目不識字) 수준의  일자무식이나, 아버지와 할아버지의 음덕(蔭積)으로 벼슬을 했다고 조롱하였다.
1454년(단종 2) 지중추부사로 재직 중, 학생 심중륜(沈中倫)과 노비문제로 쟁송을 일으켜 몇 개월간 송사를 계속 진행하다가 비판을 받기도 하였다. 딸들 중 한명과 세종대왕의 18번째 서자이며 신빈 김씨(愼嬪 金氏) 소생인 담양군 이거(潭陽君 李渠) 사이에 혼담이 오가고 약혼하였으나, 담양군 이거가 결혼 직전인 1450년 8월 갑자기 죽게 되어 결혼은 취소되었다.
이때 그의 딸이 담양군 이거와 이미 약혼한 것을 두고, 상복을 입느냐 마느냐 논쟁이 벌어졌다. 담양군은 사망 직전 그의 딸과 약혼했고, 이 때문에 조정에서는 신랑이 신부 집에 가서 혼인을 청하는 납채(納采)를 하기 전에 신랑이 죽었기 때문에, 담양군의 약혼자가 상복을 입어야 하는가를 두고 논쟁이 벌어졌다. 예조에서 남경우의 딸은 이미 납채(納采), 납폐(納幣), 친영(親迎)의 날까지 정하였으니, 성혼(成婚)의 예절과 같이 당연히 상복(喪服)을 입어야 한다고 주장하였다. 그러나 공조 판서 정인지(鄭麟趾)는 이존의 제도와 주자(朱子)의 가례(家禮)를 인용하여 상복을 입지 않아도 괜찮다고 주장하였다. 문종은 남경우의 딸이 다른 사람과 혼인하는 것을 허락하였다. 담양군 이거와 약혼했던 남경우의 딸은 뒤에 소헌왕후의 친정아버지 심온(深溫)의 손자 심미(深湄)와 혼인하였다. 1454년 12월 1일 단종의 명으로 처음으로 관복에 흉배단령(胸背團領)을 장착, 이때부터 조선의 관리들은 흉배단령(胸背團領)을 착용한 관복을 입게 되었다.
1455년(단종 3) 3월 7일 동지중추원사가 되고, 세조 즉위 후 세조가 창덕궁(昌德宮)에서 4대 공신 및 후손들에게 잔치를 베풀 때, 행 상호군(行上護軍)으로 잔치에 참여하였다. 1457년(세조 3) 2월 20일 의성군(宜城君)에 봉작되고, 3월 18일 작호가 의령군(宜寧君)으로 개봉되었다. 그해 5월 20일 경주부윤으로 부임하였다. 1457년(세조 3) 7월 5일 의산군(宜山君)으로 임명되고 봉조청(奉朝請)이 되었다. 이듬해 의령군으로 개봉되었고, 다시 의성군(宜城君)으로 작호가 바뀌게 되었다. 1460년(세조 5) 판중추원사겸병조판서(判中樞院事兼兵曹判書)가 되었다. 거칠고 데면데한 성격에, 성품이 조급하며 특별한 재능이 없음에도 관품이 종1품에 이르자 주위로부터 평판이 좋지 않았다 한다.
1467년(세조 13) 2월 6일에 사망하였다. 바로 시호(諡號)가 내려져 시호는 안호(安胡)라 하였으니, 화목하기를 좋아하며 다투지를 않았다 하여 호화불쟁왈안(好和不爭曰安)의 안(安)이라 하고, 나이가 많도록 오래 살았다 하여 미년수고왈호(彌年壽考曰胡)의 호(胡)라 하였다. 집안 족보에 등장한 최종 관직명인 판중추원사는 증직 벼슬여부가 확인되지 않는다. 1383년생 설을 취하면 85세, 1387년생 설을 취하면 사망 당시 향년 81세, 1393년생 설을 취하면 향년 75세가 된다. 
묘소는 경기도 양주군 은현면 도하리 산 16번지 남희의 묘소 근처에 있다.

## 가족 관계
- 할아버지 : 남을번(南乙蕃, 1320년 - 1395년 2월 13일)
- 할머니: 최씨(崔氏)
  - 백부 : 남재(南在) 1351년 - 1419년, 초명은 남겸(南謙))
  - 백모 : 변한국대부인 파평 윤씨 - 윤호(尹虎)의 차녀[5]
    - 사촌 형 : 남경문(南景文, 1370년 ~ 1395년/1403년) - 장군 남이의 선조
    - 사촌 형 : 남경무(南景武)

  - 숙부 : 남실(南實)
  - 숙부 : 남지(南贄, ? - 1398년, 우상절도사)
- 아버지 : 남은(南誾, 1354년 ~ 1398년 10월 6일(음력 8월 26일))
- 어머니 : 가순택주 강릉김씨(嘉順宅主江陵金氏), 김보손(金寶孫)의 딸
  - 형 : 남경수(南景壽)
  - 동생 : 남경복(南景福)
  - 동생 : 남경지(南景祉)
- 부인 : 진주강씨(晉州姜氏), 정당문학 강회백(姜淮伯)의 둘째 딸
- 부인 : 원주원씨(原州元氏) 중랑장(中郎將) 원침(元忱)의 딸
  - 아들 : 남희(南暿)
  - 며느리 : 진주강씨(晉州姜氏), 강회백의 증손자 강윤범(姜允範)의 첫째 딸
  - 딸 : 의령남씨
  - 사위 : 심미(深湄), 심온의 손자, 소헌왕후의 조카
  - 딸 : 의령남씨
  - 사위 : 사산군 이기(蛇山君 李玘), 사산군 이호(蛇山君 李灝) 또는 그의 아버지 의창군 이공(義昌君 李玒)으로 추정되나 누구인지는 불확실하다.
- 장인 : 강회백(姜淮伯, 1357년 ~ 1402년)
  - 처남 : 강석덕(姜碩德, 1395년 ~ 1459년)
  - 처남댁 : 청송심씨, 사위 심미의 대고모가 되기도 한다.
  - 처남 : 강우덕(姜友德)
- 처조카이자 사돈 : 강맹경(姜孟卿, 1410년 ~ 1461년)
  - 처종손이자 사돈 : 강윤범(姜允範)
- 외조부 : 김보손(金寶孫)

## 기타
남효온에 의하면, 그의 친척인 남간이 정병으로 충의위(忠義衛)에 입직할때, 미리 준비된 저녁 식사가 부족하였다. 그러자 평소에 남간과 알고 지내던 궐내의 찬인(餐人)이 저녁상을 갖추어 올렸지만 남간은 이를 받지 않았다. 족형 남경우(南景祐)가 대신 먹고는 남간에게 너스레를 떠니, 남간이 말하기를 "대형(大兄)은 그러지 마시오. 목이 말라도 도천(盜泉)의 물은 마시지 않는 법입니다."라고 지적했다 한다.
| “ | 先曾祖提學公(南簡)事母色養。事君守正。待朋友盡誠。嘗以忠義衛入直。夕食且乏。素識禁內餐人。具飧以進。公不愛。族兄南景祐代食。且以誇公。公曰。大兄休矣。渴不飮盜泉之水。其守正類如此。 | ” |
|   | — 추강집 券7, 雜著 |   |

족보에 의하면 남간은 남재의 손자이자 남경문의 아들이 된다. 그런데 남경우는 족보상 남은의 아들인데 태조실록에도 남은의 졸기에 남은의 아들로 나타났다.
남은은 본관이 진주(晉州) 의령(宜寧)이며 검교 시중(檢校侍中) 남을번(南乙蕃)의 아들이다. 공민왕갑인년101) 에 성균시(成均試)에 합격하고, 폐왕(廢王) 경신년에 사직단 직(社稷壇直)에 임명되었다. 을축년에 왜구(倭寇)가 삼척군(三陟郡)에 침구(侵寇)하니, 성이 작고 또한 위태하므로 지키기가 어려웠는데, 남은이 자천하여 가게 되었다. 이에 삼척군에 도착하니, 왜구가 창졸히 이르는지라, 남은이 성문을 열고 기병(騎兵) 10여 명을 거느리고 졸지에 쑥 나가서 공격하니, 왜구가 패하여 달아났다. 이 사실이 위에 알려져서 사복 정(司僕正)의 관직으로써 불려 돌아왔다. 무진년에 임금을 따라 위화도(威化島)에 이르러 조인옥(趙仁沃) 등과 더불어 군사를 돌이키려는 의논을 올렸으며, 또 비밀히 임금으로 추대(推戴)하기를 모의하였으나, 임금께서 엄숙하고 근신하신 이유로써 감히 말을 내지 못하였다. 이미 돌아와서는 비밀히 전하(殿下)102) 에게 말하니 전하께서 말하지 말도록 경계하였다. 기사년에 응양군 상호군 겸 군부 판서(鷹揚軍上護軍兼軍簿判書)에 임명되고, 경오년에 공양왕이 참소를 믿고 의심하고 시기하여 일이 또한 예측할 수가 없게 되니, 전하께서 이에 남은을 불러 평소부터 진심으로 붙좇는 사람들과 더불어 비밀히 임금을 추대(推戴)하기를 의논하게 하였다.

임금이 왕위에 오르매, 판중추원사(判中樞院事)에 임명되고 분의 좌명 개국 공신(奮義佐命開國功臣)의 칭호를 내리었다. 여러 번 천직(遷職)되어 참찬문하부사 겸 판상서사사 우군 절도사(參贊門下府事兼判尙瑞司事右軍節度使)에까지 이르렀다. 정축년에 의성군(宜城君)에 봉해졌다. 남은은 천성이 호탕하고 비범하여 검속(檢束)이 없었으며 어릴 때부터 기이한 계책을 좋아하였다. 개국(開國)할 즈음에는 공이 상등의 반열(班列)에 있었지마는, 그러나 배운 것이 없어 식견이 우매한 때문에 강씨(康氏)가 적통(嫡統)을 빼앗으려는 계책을 찬성하여서, 드디어 정도전 등과 더불어 국권(國權)을 마음대로 하여 종친(宗親)을 제거하고자 하다가 마침내 화(禍)에 미치어 죽게 되니, 나이 45세였다. 아들은 네 사람으로 남경수(南景壽)·남경우(南景祐)·남경복(南景福)·남경지(南景祉)이다.

南誾, 晋州 宜寧人, 檢校侍中乙蕃之子。 恭愍甲寅, 中成均試, 僞朝庚申, 拜社稷壇直。 乙丑, 倭寇作耗三陟郡, 城小且危, 難其守, 誾自薦以行。 旣到郡, 寇猝至, 誾開城門, 率十餘騎突出擊之, 寇敗走。 事聞, 以司僕正召還。 戊辰, 從上至威化島, 與趙仁沃等, 獻回軍之議, 且密謀推戴, 以上嚴謹, 不敢發言。 旣還, 密言於殿下, 殿下戒以勿言。 己巳, 拜鷹揚軍上護軍、兼軍簿判書, 庚午, 陞密直副使。 壬申, 恭讓信讒疑忌, 事且不測, 殿下乃召誾, 令與素歸心者, 密議推戴。 及上卽位, 拜判中樞院事, 賜奮義佐命開國功臣之號。 累遷至參贊門下府事、兼判尙瑞寺事、右軍節制使。 丁丑, 封宜城君。 誾性豪邁無檢束, 自幼好奇計, 開國之際, 功在上列。 然以不學識闇, 贊成康氏奪嫡之計, 遂與道傳等, 圖擅國柄, 欲去宗親, 卒及於禍, 年四十五。 子四, 景壽、景祐、景福、景祉。— 태조실록 14권, 1398년(태조 7년, 명 홍무 31년) 8월 26일 기사 2번째기사,  "정도전·남은·심효생·박위·유만수의 졸기" 중에서

남효온은 자신의 저서 추강집 7권에 사연을 소개했지만, 어떤 이유로 남간이 5촌 당숙뻘인 남경우에게 숙부가 아니라 형이라 칭한 것인가에 대해서는 확인이 되지 않고 있다.

## 같이 보기
- 남은
- 남재
- 남휘
- 강맹경
- 강희맹

## 참고 문헌
- 세종실록
- 세조실록